# Давлекановське міське поселення
Давлека́новське міське поселення (рос. Давлекановское городское поселение) — муніципальне утворення у складі Давлекановського району Башкортостану, Росія. Адміністративний центр та єдиний населений пункт — місто Давлеканово.

## Населення
Населення — 23499 осіб (2019, 24073 в 2010, 23860 у 2002).